# Route 66
Route 66 (U.S. Route 66, US 66, "The Mother Road" eller Will Rogers Highway) var en hovedvej i USA. Vejen var en del af U.S. Highway System. Den blev grundlagt i 1926, og skilte blev sat op i 1927. Vejen begyndte i Chicago, Illinois og førte gennem Missouri, Kansas, Oklahoma, Texas, New Mexico, Arizona og Californien til Los Angeles, hvor den endte. Vejen havde oprindeligt en samlet længde på 3.939 km.

## Historie
I 1923 begyndte man i USA at tale om at etablere et nationalt hovedvejssystem. Dette skulle ikke som sådan anlægges, men skulle sammensættes af allerede eksisterende veje, af hvilke nogle skulle forbedres, og der skulle også anlægges nye veje. I 1926 blev flere veje etableret, blandt andet altså også US 66. I 1927 blev der sat skilte op på vejstrækningen fra Chicago til Los Angeles.
I 1928 blev der gennemført et løb fra Los Angeles til New York City, og den første del af ruten, fra Los Angeles til Chicago foregik på Route 66. På udvalgte steder langs Route 66 stod berømtheder, blandt andre Will Rogers, klar til at hilse på løberne, når de kom forbi. Efterhånden voksede trafikken på vejen, der de fleste steder var forholdsvis flad. Den blev derfor en yndet rute for lastbiler, der fragtede gods mellem øst og vest. I 30'erne under den såkaldte "Dust Bowl" (en lang tørkeperiode, som lagde mange landbrug i midtvesten øde), rejste mange landmænd, ikke mindst fra Oklahoma og Kansas, til Californien for at få job. De fleste af disse mennesker, som lidt hånligt blev kaldt for "oakies", rejste ad Route 66.
Trafikken på vejen medførte at mange små samfund skød op langs denne, og under depressionen klarede nogle af disse samfund sig noget bedre end andre småbyer i USA, da beboerne for manges vedkommende levede af at handle med de rejsende på vejen. Tankstationer, restauranter og moteller florerede i disse små byer.
Store dele af den oprindelige hovedvej var som alle andre tidlige hovedveje belagt med jord eller grus, men i 1938 blev Route 66 den første hovedvej, der var asfalteret i hele sin længde. På trods af dette var mange strækninger på vejen livsfarlige at køre på, og øgenavnet "Bloody 66" blev brugt om flere af disse strækninger. Især strækningen gennem Black Mountains i Arizona gav anledning til problemer. Strækningen var fyldt med skarpe hårnålesving, og stigningerne var de stejleste på hele ruten. Mange rejsende var så bange for at køre denne strækning, at de hyrede lokale som vejvisere.
Under 2. verdenskrig blev vejen også flittigt benyttet, da endnu flere mennesker rejste mod vest, nu for at arbejde for krigsindustrien i Californien. Vejen, der allerede var populær, blev benyttet af mange af de mennesker, der tog turen mod vest, og også militæret benyttede Route 66 til transport af udstyr.
I 1950'erne blev vejen primært benyttet af de mange mennesker, der nu havde fået mere fritid, og som tog til Los Angeles for at holde ferie. Painted Desert, Grand Canyon og det store meteorkrater, alle i Arizona var blandt de attraktioner, som turisterne gjorde holdt ved, langs eller i nærheden af vejen. Turismen fik også nye forretninger til at blomstre op, blandt andet isboder, nye moteller, butikker med indiansk kunsthåndværk og meget andet. Meramec hulerne nær St. Louis, Missouri, reklamerede langs vejen med, at her kunne man se Jesse James' tilflugtssted, og i Springfield, Missouri opstod verdens første "Drive Thru" restaurant: "Red's Giant Hamburgers". Route 66 blev simpelthen symbolet på et USA, der blev bundet sammen af bilerne.
I 1956 begyndte nedturen for Route 66. Den daværende præsident, Dwight D. Eisenhower, underskrev et lovforslag, der etablerede USA's nye motorvejsnet, "The Interstate Highway Act". Eisenhower var under 2. verdenskrig blevet imponeret af Tysklands motorveje, og ønskede at etablere et tilsvarende vejnet i USA.
Efterhånden som nettet af Interstate Highways blev udbygget, forsvandt betydningen af det gamle hovedvejsnet, og det gik også ud over Route 66. I dag forbinder Interstate Highway 80 (eller bare I-80) Chicago med San Francisco, fra Los Angeles til Chicago kan man hurtigst komme ved at tage I-15 til Salt Lake City i Utah, hvor den møder I-80. Eller man kan tage I-70 gennem Colorado og Kansas til Missouri. Fra det sydlige Californien gennem Arizona, New Mexico, Texas og Oklahoma går I-40, og gennem Missouri og Illinois går I-44 og I-55. Turen fra Los Angeles til Chicago kan i dag gøres på omkring 30 timer, hvor det ad Route 66 tog flere dage. Det skal nævnes, at mange af de strækninger, som i dag er Interstate Highways, oprindeligt var dele af Route 66, som blev udbygget til motorvej.
I slutningen af 1960'erne blev I-40 færdig, og dermed flyttede næsten al trafikken væk fra Route 66. Efterhånden som de forskellige Interstate strækninger blev færdige, blev hovedvejsskiltene fjernet fra de tilsvarende strækninger af Route 66. Det sidste sted, hvor vejen blev nedlagt, var i Williams, Arizona i 1984 og i 1985 blev Route 66 endelig taget ud af hovedvejssystemet., selv om den ikke blev erstattet af nogen enkelt Interstate. Nogle dele af Route 66 blev i stedet overtaget af delstaterne som statsvej, nogle dele blev lokale eller private veje, mens andre dele blev opgivet helt og fik lov til at forfalde.

### Ændringer af ruten
Allerede i 1930'erne blev Route 66 ændret flere gange, og senere er der sket yderligere ændringer. Blandt andet er vejen blevet ledet uden om flere større byer, fx St. Louis, Missouri og Oklahoma City, Oklahoma. Vejen blev også forlænget, så den endte i Santa Monica i stedet for Los Angeles, men den har aldrig gået helt ud til Stillehavet, som mange ellers påstod. Den standsede nogle kilometer før havet, nogenlunde der, hvor Olympic Boulevard i Santa Monica i dag krydser I-10.

## Vejens genopstandelse
I dag er det ikke længere muligt at gennemkøre Route 66 i hele den udstrækning, den oprindeligt havde, men mere end 80 % af vejen eksisterer stadig eller er blevet genopbygget. Nogle af de oprindelige stykker er velbevarede, mens andre er knap så velbevarede. I nogle stater bærer vejen stadig nummer 66, men nu som statsvej, det gælder blandt andet en strækning i Californien. I 1990 opstod forskellige Route 66-foreninger i Arizona og Missouri, og senere kom foreninger i andre stater til. I 1990 erklærede staten Missouri Route 66 som "State Historic Route" og dele af vejen i Arizona, New Mexico og Illinois er i dag erklæret som "National Scenic Byway – Historic route 66" og nye skilte er sat op langs disse vejstrækninger. Strækningen mellem Kingman og Seligman i Arizona betragtes som den del af Route 66, hvor mest af den originale vej og dens stemning er bibeholdt.

## Route 66 og den amerikanske popkultur
Route 66 har givet navn til et firma, og olieselskabet Phillips 66 fik sit navn på grund af tilknytningen til vejen. På en testkørsel, hvor et nyt benzinprodukt skulle prøves, kørte man ad Route 66, og da man samtidigt opnåede den dengang forrygende tophastighed af 66 miles (106 km) i timen, kom dette tal til at indgå i selskabets navn. Vejen er også udødeliggjort i litteratur, film, tv og musik. I John Steinbecks roman "Vredens Druer" der handler om bønder, der rejste fra Oklahoma til Californien under Dust Bowl-tørken, bruger han et helt kapitel til at beskrive turen mod vest, herunder turen ad Route 66, som han kaldte "Mother Road", et af de øgenavne som vejen stadig har. Det forhold, at Steinbeck vandt en Pulitzerpris for romanen, var med til at øge vejens popularitet.
I 1946 skrev jazzkomponisten Bobby Troup sangen (Get Your Kicks On) Route 66, efter selv at have kørt ad vejen til Californien. Han gav sangen til Nat King Cole, som fik sin karrieres største hit med den. Siden hen har også hans datter Natalie Cole, og navne som Chuck Berry, Manhattan Transfer, Oscar Peterson, Depeche Mode, Van Morrison (med Them) og Rolling Stones indspillet melodien.
Også et TV-show, der simpelthen hed Route 66 har sit navn efter vejen, og flere andre TV shows er optaget på lokaliteter langs eller i nærheden af Route 66, ligesom mange film benytter eller refererer til vejen, og U2 nævner den i deres sang Heartland.

## Eksterne referencer
- Official Website of Historic Route 66 (National Scenic Byway) in Illinois
- Route 66: In the beginning Arkiveret 19. april 2012 hos  Wayback Machine Historie

- Wikimedia Commons har flere filer relateret til Route 66

39°00′25″N 89°46′46″V / 39.006952°N 89.77948°V